# Gorgier
Gorgier (toponimo francese) è una frazione di 2 021 abitanti del comune svizzero di La Grande Béroche (Canton Neuchâtel).

## Geografia fisica
Gorgier sorge sulla sponda nordoccidentale del lago di Neuchâtel.

## Storia

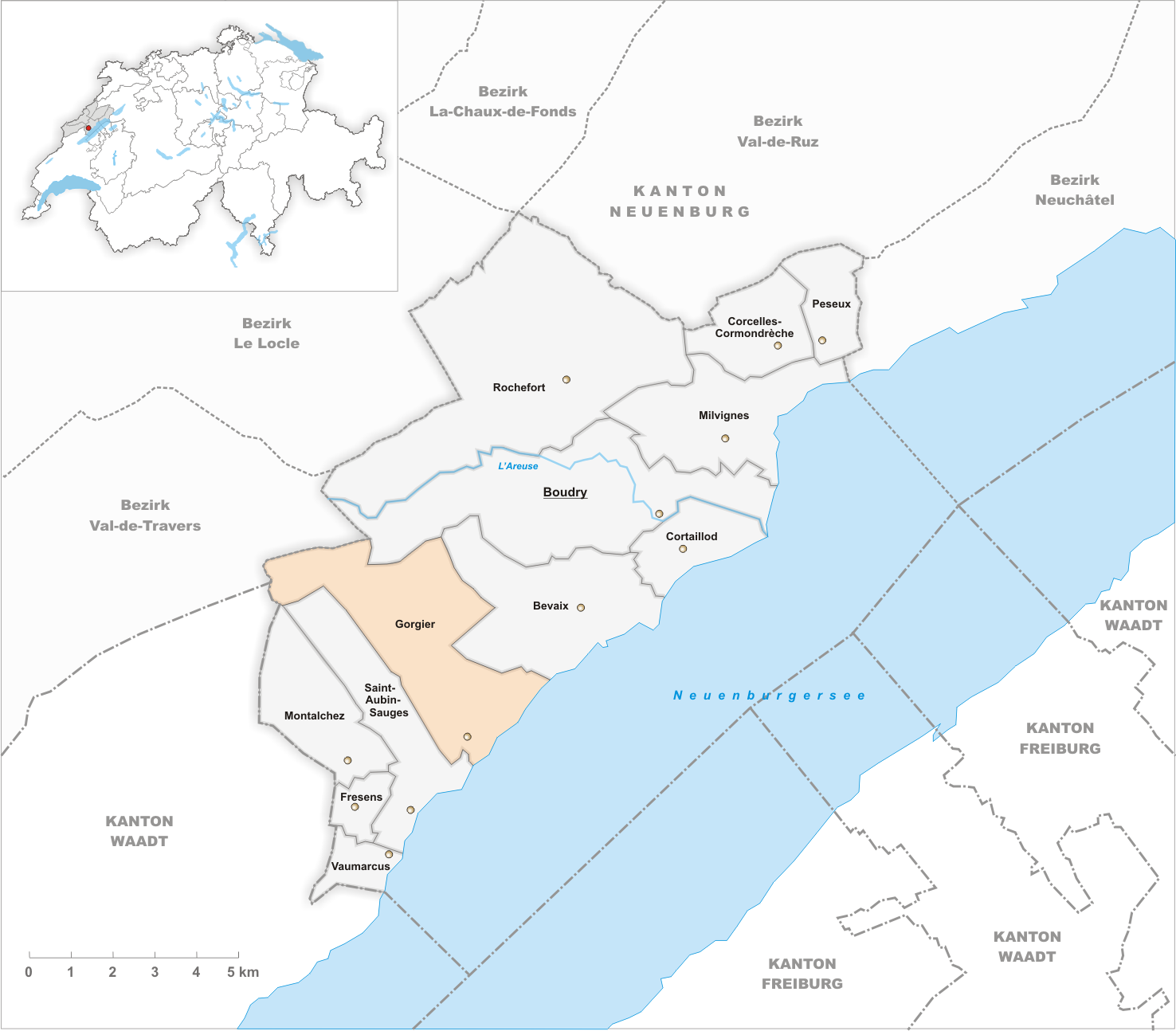
Il territorio del comune di Gorgier prima degli accorpamenti comunali del 2018

Già comune autonomo che si estendeva per 13,97 km² e che comprendeva anche la frazione di Chez-le-Bart e le fattorie di Les Prises; in seguito all'esito favorevole del referendum del 27 novembre 2016, il 1º gennaio 2018 è stato aggregato agli altri comuni soppressi di Bevaix, Fresens, Montalchez, Saint-Aubin-Sauges e Vaumarcus per formare il nuovo comune di La Grande Béroche.

## Monumenti e luoghi d'interesse
- Castello di Gorgier;
- Sito archeologico di Gorgier-Les Argilliez, parte del patrimonio dell'umanità UNESCO "Siti palafitticoli preistorici attorno alle Alpi"[1][3].

## Società

### Evoluzione demografica
L'evoluzione demografica è riportata nella seguente tabella:
Abitanti censiti

## Economia
Gorgier è un paese prevalentemente agricolo e residenziale.

## Infrastrutture e trasporti

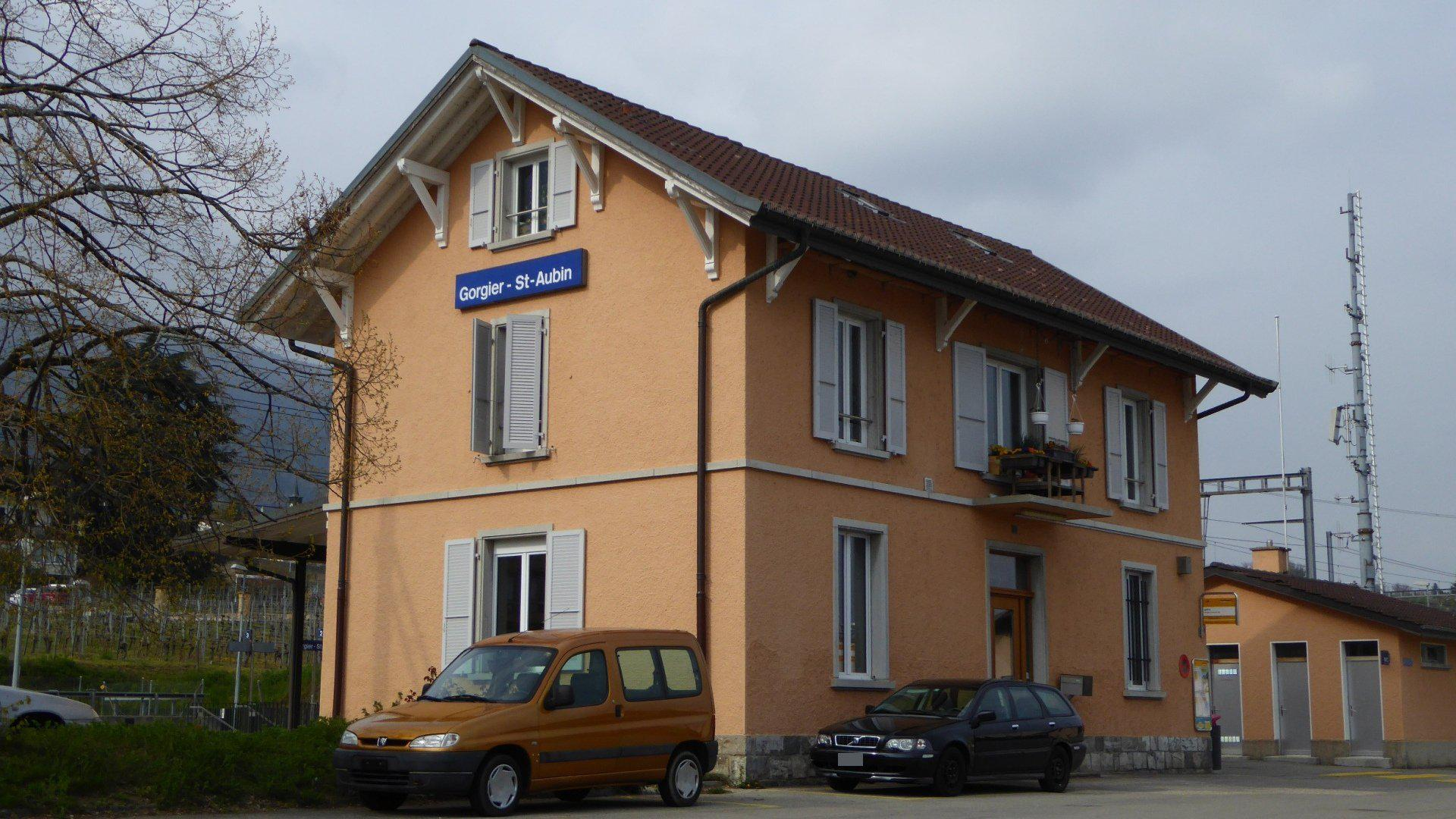
La stazione di Gorgier-St-Aubin

Gorgier è servita dalla strada principale 5 e dalla stazione di Gorgier-St-Aubin sulla ferrovia Losanna-Olten.